# 김해영운고등학교
김해영운고등학교(金海靈雲高等學校)는 대한민국 경상남도 김해시 삼방동에 있는 공립 고등학교이다.

## 학교 연혁
- 2006년 2월 11일 : 김해영운고등학교 설립 인가(10학급)
- 2006년 3월 1일 : 김해영운고등학교 개교
- 2006년 3월 1일 : 초대 조용백 교장 취임
- 2006년 3월 3일 : 2006학년도 신입생 입학(10학급 남, 여 344명)
- 2008년 3월 6일 : 검도부 창단(1학년 6명, 2학년 1명)
- 2009년 2월 13일 : 제1회 졸업식(남, 여 334명)
- 2011년 3월 1일 : 교육부지정 학부모 참여 연구학교 운영
- 2011년 5월 24일 : 역도부 창단
- 2016년 3월 1일 : 교육부지정 인성교육 연구학교 운영
- 2019년 3월 1일 : 교육부요청 안전교육 연구학교 운영
- 2019년 3월 1일 : 전문적 학습공동체 수업나눔교사 연구회 운영
- 2019년 5월 3일 : 창의융합실 구축
- 2020년 3월 1일 : 자율학교 지정 [교육과정 특성화(학력향상)영역]
- 2021년 3월 1일 : 2021학년도 고교학점제 선도학교
- 2022년 2월 23일 : 고교학점제 대비 학교 환경 재구조화 사업 준공식
- 2022년 9월 1일 : 제8대 김희복 교장 취임
- 2023년 2월 6일 : 제15회 졸업식(남·여 193명, 누계 4,888명)
- 2023년 3월 2일 : 제18회 신입생 입학(8학급 남·여 219명)

## 참고 자료
- 김해영운고등학교 - 한국교육학술정보원 학교알리미